# Waldemar Matysik
Waldemar Matysik   (Stanica, Silesian Voivodeship, 27 de setembre de 1961) és un exfutbolista polonès de la dècada de 1980.
Fou 55 cops internacional amb la selecció polonesa amb la qual participà en la Copa del Món de Futbol de 1982 i a la Copa del Món de Futbol de 1986.
Pel que fa a clubs, defensà els colors de Górnik Zabrze, AJ Auxerre, Hamburger SV, Wuppertaler SV, VfB Wissen i Rot-Weiss Essen.